# Núcleos de Wells
Se llama núcleos de Wells a pequeñas gotas aerosoles, de 2 a 5 micrómetros,

que contienen una o más unidades de agente infeccioso (bacilos de tuberculosis, viriones de gripe,

etc.).
Se originan por la desecación de las gotas de Flügge de mayor tamaño,

pudiendo permanecer en el aire horas o incluso días,

o adherirse a motas de polvo que perpetúan el mecanismo infeccioso.
Pueden ser un mecanismo más infeccioso que las gotas de Flügge o las motas de polvo, porque por su tamaño —además de permanecer en el aire más tiempo y ser inspiradas más fácilmente— pueden llegar fácilmente hasta los conductos alveolares. Mientras que los otros dos mecanismos, al ser de mayor tamaño, tienden a llegar hasta los conductos bronquiales de donde son expulsados más fácilmente durante la espiración.